# U-547
| U-547                                                                                                | U-547 | U-547 |
| --- | --- | --- |
| U 547                                                                                                | | |
| | | |
| Однотипний німецький підводний човен U-534 у Беркенгеді. 2007                                        | | |
| Верф                                                                                                 | Deutsche Werft, Гамбург | Deutsche Werft, Гамбург |
| Під прапором                                                                                         | Третій Рейх | Третій Рейх |
| Належність                                                                                           | Крігсмаріне | Крігсмаріне |
| Порт приписки                                                                                        | Штеттін Лор'ян Фленсбург | Штеттін Лор'ян Фленсбург |
| Замовлення                                                                                           | 5 червня 1941 | 5 червня 1941 |
| Закладений                                                                                           | 30 серпня 1942 | 30 серпня 1942 |
| Спуск на воду                                                                                        | 3 квітня 1943 | 3 квітня 1943 |
| Введений до складу флоту                                                                             | 16 червня 1943 | 16 червня 1943 |
| На службі                                                                                            | 1943—1944 | 1943—1944 |
| Сучасний статус                                                                                      | 11 серпня 1944 року постраждав унаслідок підриву на міні поблизу Франції; 31 грудня 1944 року ймовірно затоплений біля Штеттіна                                         | 11 серпня 1944 року постраждав унаслідок підриву на міні поблизу Франції; 31 грудня 1944 року ймовірно затоплений біля Штеттіна                                         |
| Бойовий досвід                                                                                       | Друга світова війна Битва за Атлантику | Друга світова війна Битва за Атлантику |
| Проєкт                                                                                               | | |
| Тип ПЧ                                                                                               | великий океанський торпедний ДПЧ | великий океанський торпедний ДПЧ |
| Основні характеристики                                                                               | | |
| Швидкість (надводна)                                                                                 | 18,2 вузла (33,7 км/год) | 18,2 вузла (33,7 км/год) |
| Швидкість (підводна)                                                                                 | 7,3 (13,5 км/год) | 7,3 (13,5 км/год) |
| Робоча глибина занурення                                                                             | 100 м | 100 м |
| Гранична глибина занурення                                                                           | 230 м | 230 м |
| Дальність плавання                                                                                   | 63 милі (117 км) на швидкості 4 вузли (7,4 км/год) (у підводному положенні) 13 450 морських миль (24 910 км на швидкості 10 вузлів (19 км/год) (у надводному положенні) | 63 милі (117 км) на швидкості 4 вузли (7,4 км/год) (у підводному положенні) 13 450 морських миль (24 910 км на швидкості 10 вузлів (19 км/год) (у надводному положенні) |
| Екіпаж                                                                                               | 48 офіцерів та матросів | 48 офіцерів та матросів |
| Розміри                                                                                              | | |
| Довжина найбільша (по КВЛ)                                                                           | 76,76 м | 76,76 м |
| Ширина корпусу найб.                                                                                 | 6,86 м | 6,86 м |
| Висота                                                                                               | 9,6 м | 9,6 м |
| Середня осадка (по КВЛ)                                                                              | 4,67 м | 4,67 м |
| Водотоннажність надводна                                                                             | 1144 т | 1144 т |
| Водотоннажність підводна                                                                             | 1257 т | 1257 т |
| Силова установка                                                                                     | | |
| Дизель-електрична: 2 дизельні двигуни MAN M 9 V 40/46 2 електродвигуни Siemens-Schuckert 2 GU 345/34 | | |
| Гвинти                                                                                               | 2 | 2 |
| Потужність                                                                                           | 2 × 2 200 к.с. (дизелі) 2 × 740 к.с. (електродвигуни) | 2 × 2 200 к.с. (дизелі) 2 × 740 к.с. (електродвигуни) |
| Озброєння                                                                                            | | |
| Артилерія                                                                                            | 1 × 105-мм палубна гармата SK C/32 | 1 × 105-мм палубна гармата SK C/32 |
| Торпедно- мінне озброєння                                                                            | 4 носових і 2 кормових ТА; 22 торпеди або 44 міни TMA чи 66 TMB | 4 носових і 2 кормових ТА; 22 торпеди або 44 міни TMA чи 66 TMB |
| ППО                                                                                                  | 1 × 37-мм зенітна гармата SKC/30 2 (1 × 2) × 20-мм зенітні гармати FlaK 30                                                                                              | 1 × 37-мм зенітна гармата SKC/30 2 (1 × 2) × 20-мм зенітні гармати FlaK 30                                                                                              |

U-547 — німецький великий океанський підводний човен типу IXC/40, що входив до складу Військово-морських сил Третього Рейху за часів Другої світової війни. Закладений 30 серпня 1942 року на верфі Deutsche Werft у Гамбурзі під будівельним номером 368. Спущений на воду 3 квітня 1943 року, а 16 червня 1943 року корабель увійшов до складу ВМС нацистської Німеччини.

## Історія служби
U-547 належав до серії німецьких підводних човнів підтипу IXC/40, найбільшої серії великих океанських човнів типу IX, подальшого розвитку IXC зі збільшеними розмірами, підвищеною дальністю плавання і без третього перископа, призначених діяти на морських комунікаціях противника у відкритому океані на далеких відстанях. Човнів цього типу випущено 87 одиниць і вони відносно результативно проявили себе в ході бойових дій в Атлантиці. 16 червня 1943 року U-547 розпочав службу у складі 4-ї навчальної флотилії, з 1 січня 1944 року був переведений до бойового складу 2-ї флотилії ПЧ Крігсмаріне, а 1 жовтня 1944 року перейшов у підпорядкування 33-ї флотилії ПЧ.
З грудня 1943 року і до вересня 1944 року U-547 здійснив 3 бойових походи, в яких провів 203 дні. За цей час підводний човен потопив 2 судна (8371 GRT) і 1 допоміжне військове судно (750 GRT).
11 серпня 1944 року U-547 зазнав пошкодження внаслідок підриву на міні в Жиронді (де зливаються гирла річок Гаронна та Дордонь), поблизу Пояка на заході Франції. Човен пройшов частину маршруту свого першого патрулювання, прибувши до Марвікена в Крістіансанн 29 вересня та 4 жовтня вирушив до Фленсбурга. Його вивели зі складу сил флоту та 31 грудня 1944 року, можливо, затопили в Штеттіні (нині Щецин, Польща).

## Командири
- Фрегаттен-капітан Курт Штурм (16 червня 1943 — 18 квітня 1944)
- Оберлейтенант-цур-зее Генріх Німеєр (18 квітня — 31 грудня 1944)

## Перелік уражених U-547 суден у бойових походах
| №                                                       | Дата           | Командир ПЧ         | Назва        | Тип                | Належність                              | Водотоннажність (брт) | Вантаж                                                                  | Конвой | Результат та координати                                             | Наслідки атаки для екіпажу      | Прим. |
| ------------------------------------------------------- | -------------- | ------------------- | ------------ | ------------------ | --------------------------------------- | --------------------- | ----------------------------------------------------------------------- | ------ | ------------------------------------------------------------------- | ------------------------------- | ----- |
| Другий похід (30.04—11.08.1944, 104 доби; Лор'ян—Бордо) |                |                     |              |                    |                                         |                       |                                                                         |        |                                                                     |                                 |       |
| 1                                                       | 14 червня 1944 | Oblt. Генріх Німеєр | «Бердліп»    | військовий траулер | Військово-морські сили Великої Британії | 750                   |                                                                         |        | потоплений 5°00′ пн. ш. 9°00′ зх. д. / 5.000° пн. ш. 9.000° зх. д.  | 53 (37 загинули та 16 вціліли)  |       |
| 2                                                       | 14 червня 1944 | Oblt. Генріх Німеєр | Saint Basile | суховантажне судно | Франція                                 | 2778                  | Генеральні вантажі, включаючи деревину                                  |        | потоплено 5°03′ пн. ш. 9°14′ зх. д. / 5.050° пн. ш. 9.233° зх. д.   | 64 (6 загинули та 58 вціліли)   |       |
| 3                                                       | 2 липня 1944   | Oblt. Генріх Німеєр | Bodegraven   | суховантажне судно | Нідерланди                              | 5593                  | 4589 тонн генеральних вантажів і продуктів харчування та 2512 тонн міді |        | потоплено 4°14′ пн. ш. 11°00′ зх. д. / 4.233° пн. ш. 11.000° зх. д. | 111 (9 загинули та 102 вціліли) |       |